# Spianato
spianato (ital.: glatt, eben, flach) ist in der Instrumentalmusik eine Vortragsbezeichnung und bedeutet „gleichmäßig, ausgewogen, unpathetisch, schlicht“; als Adjektiv zu „canto“ beschreibt das Wort in entsprechendem Sinne einen Stil der Gesangsdarbietung.

## In der Instrumentalmusik
Der Ausdruck „spianato“ wird sehr selten benutzt und ist eigentlich nur bekannt durch Chopins Andante spianato et grande polonaise brillante, op. 22. Außerdem ist in Paganinis Violinkonzert Nr. 3 der 3. Satz (Adagio) als cantabile spianato bezeichnet.
Heinrich August Pierers Universal-Lexikon der Gegenwart und Vergangenheit, ein Werk also, das der Zeit Chopins und Paganinis noch recht nahesteht, gibt an: „spianato (ital., Musik) einfach, ungekünstelt“.
Der Pianist Erik Reischl schreibt im Hinblick auf das oben genannte Andante spianato: „Selbst Musikern ist das Attribut ‚spianato‘ meist unbekannt. Es kommt vom italienischen ‚spianare‘, was soviel wie ‚einebnen‘ oder ‚glätten‘ bedeutet. Wir haben es also mit einem ‚flächigen‘ Andante zu tun.“
Ähnlich definiert Franklin Taylor: „Spianato: … A word used by Chopin in the Andante that precedes the Polonaise in E♭ op. 22 to denote a smooth, even style of performance with little dynamic variety.“
Die französischsprachige Wikipédia definiert: spianato – apaisé (etwa: ruhig, beruhigt).

## In der Vokalmusik
Ein bestimmter Stil des Gesangs, vor allem in der italienischen Oper des 18. und 19. Jahrhunderts, wird als Canto spianato bezeichnet.
In Peter Lichtenthals italienischem Musiklexikon aus dem Jahre 1836 heißt es: „Il così detto Canto spianato o sia il Cantabile … soffre pochi abbellimenti.“ Der canto spianato wird also nahezu mit cantabile gleichgesetzt und es wird erklärt, dass dies nur wenige Verzierungen dulde.
Der Sänger und Gesangspädagoge Manuel García (1805–1906), schreibt über den Canto spianato:
 „Diese Gattung des Gesanges, die erhabenste von allen, wegen der Langsamkeit ihrer Bewegung und der Einfachheit ihrer Formen aber auch die weniger hervortretende [frz. „le moins piquant“; gemeint ist wohl: „weniger lebhafte, weniger mitreißende“] beruht allein auf den Schattierungen der Leidenschaft, auf der Mannigfaltigkeit des musikalischen Helldunkels“.
García erörtert dann die Eigenart des canto spianato ausführlich und sagt schließlich: „Diese von uns hier gegebenen Regeln des … canto spianato werden in ihrer ganzen Strenge nur bei dem largo angewendet.“ Er nennt dafür zwei Beispiele von Händel (nicht das bekannte Ombra mai fu), nämlich
- „Ahi, di spirti turba immensa“ (aus dem Oratorium Convito d’Alessandro, im englischen Original Alexander’s Feast),
- „Tutta raccolta in me“ (aus der Oper Ezio),

sowie von Joseph Haydn
- „Fac me vere“ aus dem Stabat Mater.

Dann sagt er: „Die anderen Cantabili … nähern sich allmählig … dem verzierten Styl“ und nennt als Beispiele folgende Nummern:
- „Casta Diva“ (Bellini, Norma)
- „Ahi! Se tu dormi sevegliati“ (Vaccai, Giulietta e Romeo – Fundstelle von García irrig mit „Capuleti e Montecchi“ bezeichnet)
- „Idolo del mio cor“ (Zingarelli, Giulietta e Romeo – Fundstelle von Garcia irrig mit der umgekehrten Reihenfolge „Romeo e Giulietta“ bezeichnet)
- „Bel raggio lusinghiero“ (Rossini, Semiramide)
- „Per che non ho del vento“ (Donizetti, Rosmonda d’Inghilterra – Fundstelle von Garcia irrig mit „Lucia“ bezeichnet)
- „Qui la voce sua soave“ (Bellini, I puritani)
- „In si barbara sciagura“ (Rossini, Semiramide)
- „Sois immobile et vers la terre“ (Rossini, Guillaume Tell)
- „Dove sono“ (Mozart, Le nozze di Figaro)
- „Ah, non credea mirarti“ (Bellini, La sonnambula)

Was die drei Korrekturen betrifft, muss man García vielleicht zugutehalten, dass er die Arie Vaccais, weil es Übung war, sie in Bellinis Oper einzufügen, für tatsächlich zu I Capuleti e i Montecchi gehörend hielt, dass Zingarellis Oper damals möglicherweise auch mit der Namensreihenfolge „Romeo e Giulietta“ betitelt wurde, und man die oft auch in „Lucia di Lammermoor“ gesungene Arie aus „Rosmonda d’Inghilterra“ damals möglicherweise wirklich für quasi offiziell in die „Lucia“ übernommen gehalten hat.
Peter Berne schließt sich in seinem Buch Belcanto weitgehend an García an und schreibt:
„Canto spianato ist ein breiter, langsamer Gesang, dessen Wirkung hauptsächlich durch das getragene legato erzeugt wird; er soll schlicht gehalten werden und verträgt nur wenige und einfache Verzierungen.“
Das Lexikon der Gesangsstimme sagt beim Stichwort „Canto spianato“: „Ital. »schlichter Gesang«“ und verweist sodann auf die Gesangslehre von García, der in diesem Lexikon als „Manuel Garcia fils“ bezeichnet wird.

## Canto spianato und Richard Wagner
Richard Wagner benutzte „Canto spianato“ als Pseudonym, als er 1834 in der von Robert Schumann herausgegebenen Neuen Leipziger Zeitschrift für Musik einen „Pasticcio“ überschriebenen Artikel veröffentlichte, der von der italienischen Gesangskunst handelt.